# Beatrice Dovsky

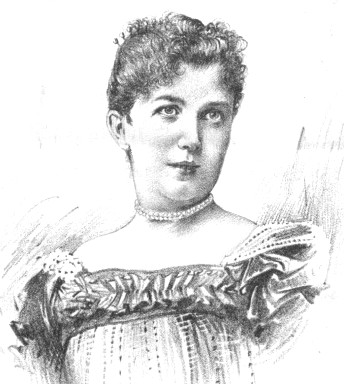
Beatrice Dovsky (1893)

Beatrice (von) Dovsky, verehelichte von Vay (* 14. November 1866 in Wien als Beatrix Olga Theresia Drewikowský; † 18. Juli 1923 ebenda) war eine österreichische Dichterin, Schriftstellerin und Schauspielerin.
Zu Dovskys Werken zählen Gedichte, Kurzprosa und Märchen, z. B. „Der Wiener Fratz“, die „Die Gnä' Frau“, die „Zwölf Märchen aus der Ostmark“ (1913) und die Reise-Erzählung „Von Penzing nach Peking“, Wien 1901. Sie wurde auf dem Friedhof Hietzing in Wien beigesetzt.
1936 wurde die Dovskygasse in Wien-Hietzing nach ihr benannt.

## Libretto Mona Lisa

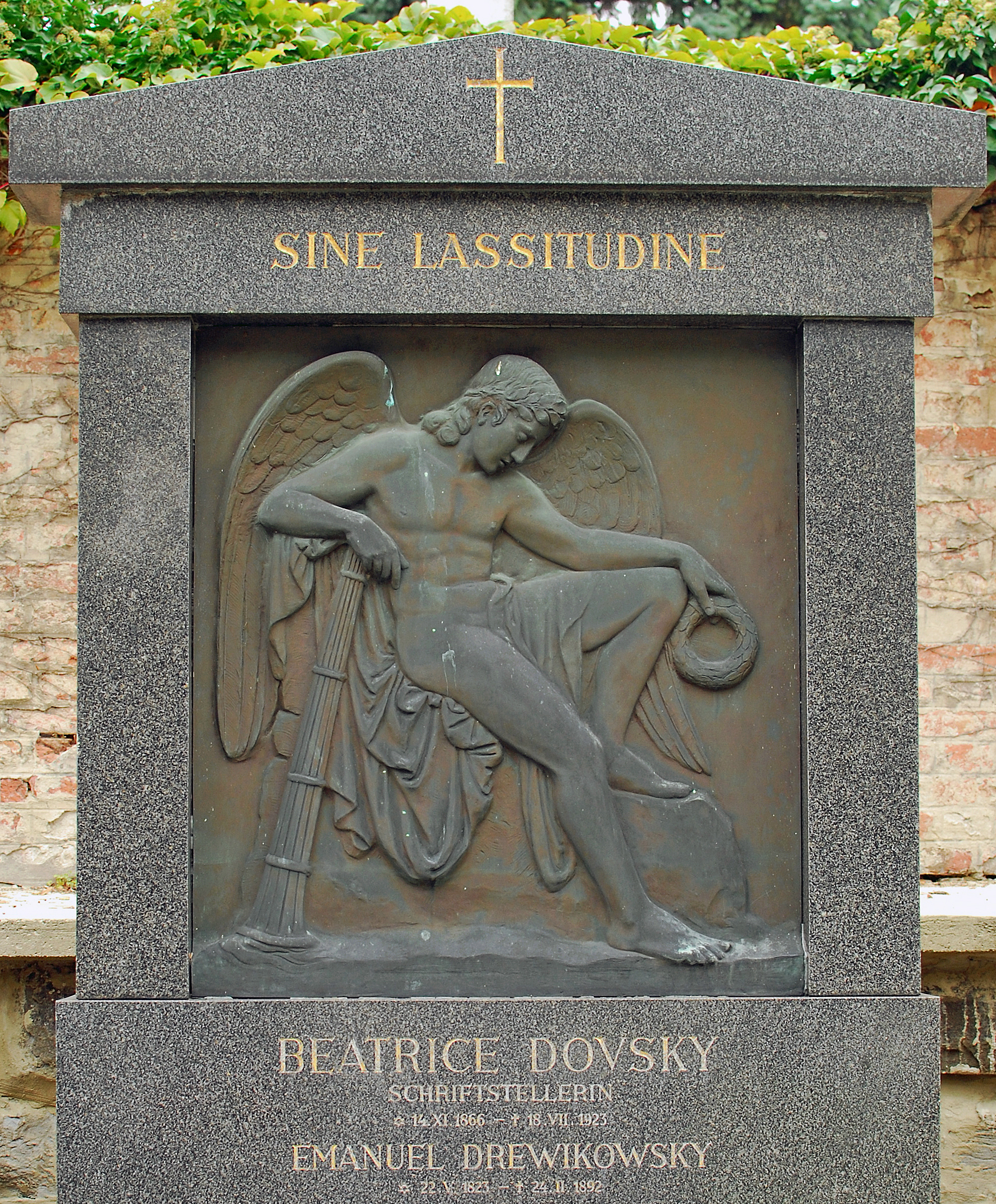
Grab Beatrice Dowsky, Friedhof Hietzing

Ihr bekanntestes Werk ist das Libretto zu der Oper Mona Lisa, die von Max von Schillings in zwei Akten vertont und 1915 uraufgeführt wurde. Einen Teil davon wählte auch der Dirigent und Komponist Carl Arthur Richter 1946 als Grundlage seines Opus 36 „Mona Lisa. Dramatische Ouvertüre“, eines Werkes für Blasorchester.
Das Libretto entstand 1913 nach dem Wiederauftauchen von Leonardo da Vincis berühmtem Gemälde Mona Lisa, das zwei Jahre zuvor gestohlen worden war. Die Aktualität und die mehrfach verwobene Handlung in der Art heutiger Psychokrimis reizte den Komponisten  besonders, und die Oper wurde ausgesprochen beliebt und oft gespielt. Heute ist sie allerdings fast vergessen.
In einer Rahmenhandlung führt ein Laienbruder ein Ehepaar auf der Hochzeitsreise durch einen Palast in Florenz und erzählt, was sich hier 1492 in einer Dreiecksgeschichte zutrug. Der Ehemann Francesco, ein Perlenhändler, sehnt sich nach der früheren Leidenschaft seiner Gattin Mona Fiordalisa und seine Sehnsucht projiziert er auf das geheimnisvolle Lächeln auf dem Porträt Leonardos. Um seine Frau wiederzugewinnen, veranlasst er sie, oft Perlenschmuck zu tragen, was diese jedoch hasst. Als im Rausch des Karnevals ein Gast ins Haus schneit und sich in Mona verliebt, sieht Francesco seine Frau zwar wieder lächeln, was aber nicht ihm gilt. Schließlich endet der Liebhaber im Perlentresor, wo er sich versteckt, einige Zeit später wird aber auch Francesco von Mona dort eingeschlossen und erstickt ebenfalls.
Das Besucherpaar bemerkt während der Palastführung Parallelitäten zum eigenen Leben, während der Laienbruder in der fremden Frau eine Wiedergeburt von Mona Fiordalisa zu erkennen glaubt. Die Beliebtheit der Oper fußt einerseits darauf, andrerseits auf drei Doppelrollen, zu denen Dovskys Vorlage den Komponisten inspirierte.